# Chantilly
Chantilly – miejscowość i gmina we Francji, w regionie Hauts-de-France, w departamencie Oise.
Według danych na rok 1990 gminę zamieszkiwało 11 341 osób, a gęstość zaludnienia wynosiła 700 osób/km² (wśród 2293 gmin Pikardii Chantilly plasuje się na 18. miejscu pod względem liczby ludności, natomiast pod względem powierzchni na miejscu 165.).
Miejscowość jest znana z rozgrywanych tam wyścigów konnych.

## Historia
W czasie I wojny światowej w tej miejscowości mieściła się kwatera francuskiego głównodowodzącego, marszałka Josepha Joffre'a.

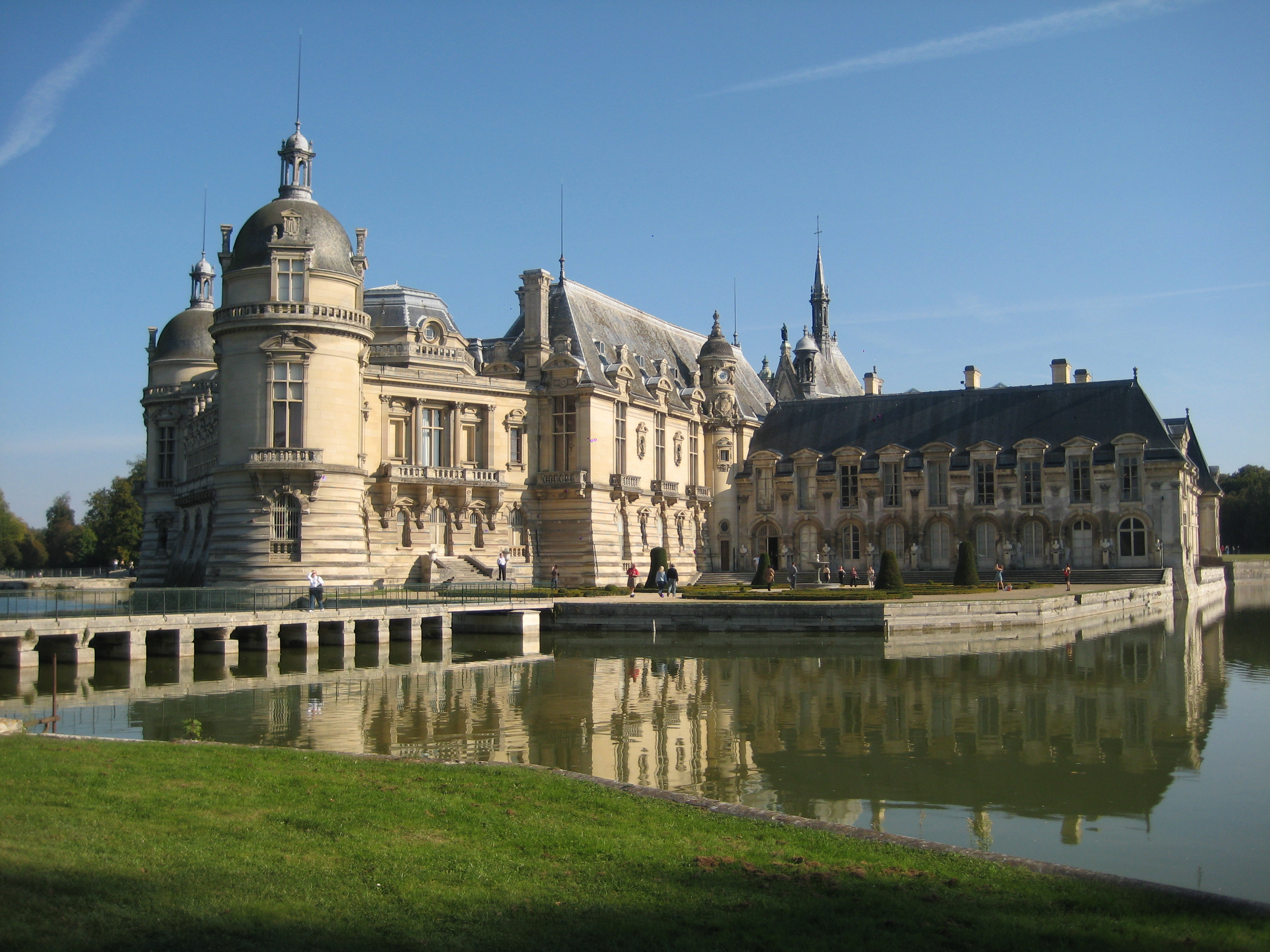
Zamek Chantilly

## Kultura
- renesansowy zamek (XVI w.)
- Musée Condé (Muzeum Kondeuszy), w którego zbiorach znajdują się m.in. Bardzo bogate godzinki księcia de Berry, obrazy Rafaela, Watteau, Ingres’a i in.

## Kulinaria
Chantilly jest miastem ojczystym Crème chantilly – aromatyzowanej bitej śmietany o smaku waniliowym, wymyślonej w XVII w. przez François Vatela – wybitnego francuskiego kucharza, który był szefem kuchni i zarządcą dworu (maître d’hôtel) na zamku w Chantilly. Wyprawił tam słynną ucztę na cześć Ludwika XIV na 2000 osób. Na kanwie tego wydarzenia nakręcono film Vatel z Gérardem Depardieu.

## Współpraca
Miejscowość partnerska:
- Watermael-Boitsfort, Belgia